# Aishah Sutherland
Aishah Sutherland (Fullerton, 18 agosto 1990) è una cestista statunitense con cittadinanza beliziana.

## Carriera
Ala di 187 cm, ha giocato in Serie A1 femminile con Orvieto.